# Короленков, Вячеслав Вениаминович
Вячесла́в Вениами́нович Короле́нков (род. 6 июля 1958, г. Тула, РСФСР) — российский живописец, импрессионист. Известен своими работами в России, Европе и Америке.

## Биография
Родился в городе Тула. В 1983 - 1988 гг. обучался художественному ремеслу в Московской художественно-промышленной Академии им. Строганова (тогда - Московском высшем худ.-промышленном училище), где его учителем по рисунку был И. А. Панкратов. Студенческие работы Вячеслава Короленкова хранятся в фондах музея Академии им. Строганова. Они неоднократно участвовали в выставках, среди которых немало международных.
Член Творческого Союза Художников России.  Участник выставок «Арт-салон в ЦДХ», выставок, организуемых Творческим Союзом Художников России. Участник международных пленэров в Латвии, Сербии.
Постоянно экспонируется в ряде галерей России, Франции, США. Работы находятся в частных коллекциях Японии, Америки, Германии, Франции и других стран.
С 2012 года регулярно проводит мастер-классы в России, Франции, Черногории, Америке, Швейцарии, Германии, Греции, Латвии. Живет и работает в Москве.
В 2012 году Вячеслав Короленков создал мастерскую, основная идея которой обучение живописи пейзажа, натюрморта и фигуратива.  Также он ведет обучение быстрому рисунку фигуры человека.
В 2020 году Вячеслав открыл онлайн-школу живописи, в которой постоянно проходят обучение тысячи учеников со всего мира.
Фигуратив - это основное направление, в котором наиболее сильно выражено мастерство художника.

## Выставки
- «Время странствий. Восток-Запад», Москва, ЦДХ, июль 2012 г., на которой был награжден главным призом за живопись обнаженной модели участием в выставке в Лувре.
- Международная ярмарка искусств, Карузель дю Лувр, Париж, октябрь 2012 г.,
- «Поэтическая Москва», Кантри-Парк, Москва 2012 г.,
- «Отражение», Москва, ЦДХ, ноябрь 2012 г.,
- Cерия выставок объединения "Скользящий свет" в ЦДХ в 2013 году.
- "Отражение 5" Москва, ЦДХ, май, 2014 г.
- Персональная выставка «Радостный день», ЦДХ, январь 2015 г.,
- Выставка в фонде Булата Окуджавы "Арбатское вдохновение", май 2015 г.,
- Выставка "Грани света", ЦДХ, ноябрь 2015 г.,
- Выставка "Салат съеден...", ЦДХ, декабрь, 2015 г.,
- Выставка Мастерской Вячеслава Короленкова. ЦДХ, февраль, 2016 г.,
- Выставка "Бато и друзья-сподвижники-передвижники". ЦДХ, апрель, 2016 г.,
- Выставка "Время перемен". Музей Арт Деко, апрель, 2016 г.,
- Выставка в галерее Monarch "LIGHT FROM THE NORTHWEST WINDOW", USA, California, август-октябрь, 2016 г.,
- Выставка «АРТ-Галерея. Казань», ноябрь 2016 г.,
- Выставка «Территория Цвета», ЦДХ, Москва, ноябрь 2016 г.,
- Международная выставка искусства «Арт Россия-2016», Нижний Новгород, ноябрь 2016 г.,
- Выставка "Радость встречи", ЦДХ, Москва, декабрь 2016 г.,
- Выставка ТСХР. Искусство сегодня. Обнажение, 2016 г.,
- Выставка "Ультрафиолет", ЦДХ, Москва, июнь-август 2017 г.,
- Персональная выставка в галерее "Лега". г. Москва, декабрь 2017 г.,
- Выставка " Мастерская В. Короленкова" ЦДХ, г. Москва, декабрь 2017 г.,
- Выставка "Не проходите мимо" ЦДХ, г. Москва, декабрь 2017 г.
- Выставка "Весенняя выставка Московских художников", март 2018 г.
- Выставка "Ультрафиолет - 2". ЦДХ, г. Москва, июль-август 2018 г.
- Персональная выставка "Кураж" г. Владимир, Центр пропаганды Изобразительного Искусства, август 2018
- ART Рига 2019 г.
- Персональная выставка в галерее "Порт", г. Сочи, июль 2019г.
- Международная выставка "Понаехали", г. С-Петербург, 2020г.
- Персональная выставка "Я - ветер", г. Москва, 2021г.
- Международная выставка АРТ-Пермь, г. Пермь, 2021г.
- Выставка "Современный русский импрессионизм" Арт Коробка, Москва, 2022г.
- Персональная выставка "Свет и цвет", г. Москва, 2022г.
- Выставка "Искусство без границ" Музей современного искусства, г. Ярославль, 2022г.
- Выставка ART RUSSIA. Гостиный двор, г. Москва, март 2023г.
- Выставка НЮ. Зверевский центр, г. Москва, апрель 2023г.
- Выставка НЕО Пейзаж , Центр искусств ART Коробка", г. Москва, май 2023г.
- Персональная выставка "Пробуждение", Галерея искусств "Луна", г. Нижний Новгород, декабрь 2023г.
- Персональная выставка "Ранняя весна", МБУ «Художественная галерея им. В. Коробкова», г. Лобня, апрель 2024г.
- Персональная выставка "Время НОЛЬ", Галерея "СНЕГ", г. Москва, октябрь 2024г.
- III Всероссийская выставка "Современный русский  импрессионизм 2024", октябрь, ноябрь 2024г.
- Персональная выставка "Загадай желание" в Галерее живописи20-го века в Санкт-Петербурге, декабрь 2024 - январь 2025